# Sancobad
Sancobad (llamada oficialmente Santiago de Sancovade) es una parroquia española del municipio de Villalba, en la provincia de Lugo, Galicia.

## Otras denominaciones
La parroquia también es conocida por los nombres de Santiago de Sancobad y Santiago de Sancobade.

## Toponimia
Según Álvaro Cunqueiro podía proceder de San Cucufate, que evolucionaría a San Cubade, y después a Sancovade (Sancobad).

## Geografía
Tierra de labrantíos y arbolado. Destacan abedules en la ribera del río Fabilos, acompañados de prados y vegas.

## Organización territorial
La parroquia está formada por treinta y una entidades de población, constando diecisiete de ellas en el nomenclátor del Instituto Nacional de Estadística español:

### Entidades de población
Entidades de población que forman parte de la parroquia:
- A Casanova
- A Frouxeira (A Frouseira)
- A Telleira
- A Tolda
- Barbeitas
- Barral (O Barral)
- Casavedra
- Castro (O Castro)
- Chafarica
- Chafarra
- Cobreiro
- Guadalupe
- Guntín
- Igrexa (Vilar da Igrexa)
- Malvecín
- Muíños
- O Forno
- O Sisto
- Os Novos
- Padronelo
- Panceira (Painceira)
- Paxán
- Penas Corveiras
- Ponte Escourido
- Porto Barroso
- Porto da Egua
- Porto Segundo
- Valelle
- Xoberte

### Despoblados
Despoblados que forman parte de la parroquia:
- O Cotarón
- Ramallal (O Ramallal)

## Demografía
| Gráfica de evolución demográfica de Sancobad entre 2000 y 2021 |
|                                                                |
| Datos según el nomenclátor publicado por el INE.               |

## Economía
Tiene cebaderos de pollos capones.

## Patrimonio
- Iglesia de Santiago Apóstol, y la capilla de la Virgen de Guadalupe en el barrio del mismo nombre.[8]
- Pazo de Penas-Corbeiras, que fue residencia del conde Pallares.[10]

## Festividades
Se celebran los días del apóstol Santiago. Celebración de la Virgen de Guadalupe en la capilla de Nuestra Señora de Guadalupe y de San Antón.